# 木里鳞毛蕨
木里鳞毛蕨（学名：Dryopteris himachalensis）为鳞毛蕨科鳞毛蕨属下的一个种。